# Miles & Quincy Live at Montreux
Miles & Quincy Live at Montreux ist ein  Jazzalbum der Musiker Miles Davis und Quincy Jones. Es wurde während des Montreux Jazz Festival 1991 aufgenommen. Jones war auch Co-Produzent des Festivals. Das Album wurde mit dem Grammy 1994 als „Beste Darbietung eines Jazz-Großensembles“ ausgezeichnet.

## Entstehungsgeschichte
Davis experimentierte in den Jahren zuvor mit verschiedenen Kombinationen von Jazz mit Rock, Funk, Pop und Rap und entfernte sich dabei weit von Bebop und Cool Jazz seiner Aufnahmen der 1940er und 1950er Jahre, mit zum Teil sehr negativer Reaktion der Jazzkritiker, aber andererseits mit Grammy- und Verkaufserfolgen.
Jones hatte schon länger mit Davis über die Wiederaufführung der Aufnahmen von Miles Davis und Gil Evans gesprochen. Er konnte ihn aber erst zum Montreux Jazz Festival 1991 von dem Vorhaben überzeugen.

## Die Musik
Davis kehrt bei dem in diesem Album dokumentierten Auftritt zu seinen musikalischen Wurzeln zurück, die zum Teil über vierzig Jahre zurücklagen und „überraschte damit Jazzfans“. Beispielsweise ist Boplicity, mit der bekannten Aufnahme vom 22. April 1949, ein lange zurückliegender Bezugspunkt.
Das musikalische Material stammt aus der Zusammenarbeit von Davis und Evans, und zwar aus den Alben Birth of the Cool, Miles Ahead, Porgy and Bess und Sketches of Spain.
Die Musik hat orchestralen Charakter durch die große Besetzung, die sich aus der Vereinigung des Gil Evans Orchestra und der George Gruntz Concert Jazz Band ergab.

## Kritik
Manche Kritiker wie Mark Deming sehen in diesem Album „eine Aufnahme dieses historischen Konzerts, welches sich als Davis’ letzter großer Triumph auf der Bühne herausstellen sollte[.]“ (Mark Deming)
Andere lehnen das Werk völlig ab wie beispielsweise Hans Sterner „Dabei wurden die einst feinsinnig gestalteten Orchestrierungen auf das Niveau billigen Mainstreams verwässert. Selbst von den reichen Klangfarben in Gil Evans’ eigenwilliger Instrumentierung mit Tuba sowie Baßposaune oder Waldhorn blieb nur ein fahler Abglanz. Zudem verstanden sich die Musiker der Originalsessions besser auf getupfte, scharf akzentuierte Töne. Dass Miles Davis in seinen Soli nicht mehr den Wechsel zwischen herzlicher Wärme und schneidender Kälte zustande brachte, schmerzt ganz besonders.“ (Hans Sterner)
Die meisten Jazzkritiker sehen dies differenzierter, sind sich aber meist einig mit Ron Wynn, dass dieser Auftritt nicht immer an die Arrangements von Gil Evans herankommt.

## Titelliste
1. Introduction by Claude Nobs & Quincy Jones – 1:23
2. Boplicity – 3:40  A
3. Introduction to Miles Ahead Medley – 0:09
4. Springsville – 3:34  B
5. Maids Of Cadiz – 3:37  B
6. The Duke – 4:01  B
7. My Ship – 4:11  B
8. Miles Ahead – 3:39  B
9. Blues For Pablo – 6:04  B
10. Introduction to Porgy And Bess Medley – 0:28
11. Orgone – 4:09
12. Gone, Gone, Gone – 1:48  C
13. Summertime – 2:54  C
14. Here Come de Honey Man – 3:41  C
15. The Pan Piper – 1:40  D
16. Solea – 11:44  D

## Besetzung im Detail
- The Gil Evans Orchestra
  - Lew Soloff (Trompete)
  - Miles Evans (Trompete)
  - Tom Malone (Posaune)
  - Alex Foster (Alt- und Sopransaxophon, Flöte)
  - George Adams (Tenorsaxophon, Flöte)
  - Gil Goldstein (Keyboard)
  - Delmar Brown (Keyboard)
  - Kenwood Dennard (Schlagzeug, Percussion)
- The George Gruntz Concert Jazz Band
  - Marvin Stamm (Trompete, Flügelhorn)
  - John D’Earth (Trompete, Flügelhorn)
  - Jack Walrath (Trompete, Flügelhorn)
  - John Clark (Waldhorn)
  - Tom Varner (Waldhorn)
  - Dave Bargeron (Euphonium, Posaune)
  - Earl McIntyre (Euphonium, Posaune)
  - Dave Taylor (Bassposaune)
  - Howard Johnson (Tuba, Baritonsaxophon)
  - Sal Giorgianni (Altsaxophon)
  - Bob Malach (Tenorsaxophon, Flöte, Klarinette)
  - Larry Schneider (Tenorsaxophon, Oboe, Flöte, Klarinette)
  - Jerry Bergonzi (Tenorsaxophon)
  - George Gruntz (Klavier)
  - Mike Richmond (Bass)
  - John Riley (Schlagzeug, Perkussion)
  - Wallace Roney (Trompete, Flügelhorn)
- Zusätzliche Musiker der George Gruntz Concert Jazz Band
  - Manfred Schoof (Trompete, Flügelhorn)
  - Ack van Rooyen (Trompete, Flügelhorn)
  - Alex Brofsky (Waldhorn)
  - Roland Dahinden (Posaune)
  - Claudio Pontiggia (Waldhorn)
  - Anne O’Brien (Flöte)
  - Julian Cawdry (Flöten)
  - Hanspeter Frehner (Flöten)
  - Michel Weber (Klarinette)
  - Christian Gavillet (Bassklarinette, Baritonsaxophon)
  - Tilman Zahn (Oboe)
  - Dave Seghezzo (Oboe)
  - Xavier Duss (Oboe)
  - Judith Wenziker (Oboe)
  - Christian Raabe (Fagott)
  - Reiner Erb (Fagott)
  - Xenia Schindler (Harfe)
  - Conrad Herwig (Posaune)
  - Roger Rosenberg (Bassklarinette, Baritonsaxophon)
- Weitere Musiker
  - Benny Bailey (Trompete, Flügelhorn)
  - Carles Benavent (Bass, E-Bass)
  - Grady Tate (Schlagzeug)